# Adam Curry
Adam Clark Curry (Arlington, Virginia, 3 september 1964) is een Nederlands-Amerikaans ondernemer en voormalig radio-dj. Hij verwierf bekendheid als de presentator van Curry en Van Inkel op Hilversum 3. Daarna was hij onder meer te horen op Radio Veronica en Z100 New York en te zien op SBS6 en het Amerikaanse MTV.

## Levensloop
Curry werd geboren in de Verenigde Staten en verhuisde als acht maanden oude baby naar Oeganda. In 1967 keerde de familie Curry terug naar de VS. Op achtjarige leeftijd (in 1972) verhuisde hij met zijn familie naar Nes aan de Amstel.
Curry begon zijn loopbaan bij de ziekenomroep Radio Tulipa van ziekenhuis Amstelland (voorheen Tulpziekenhuis). Vervolgens kwam hij terecht bij de piraat Radio Picasso in Amstelveen en de Amsterdamse radiopiraat Radio Decibel, waar hij onder zijn vaste pseudoniem John Holden presenteerde. In mei 1984 begon hij bij de Nederlandse publieke omroep Veronica als presentator van het muziek-televisieprogramma Countdown.
Op Hilversum 3 begon Curry op 12 oktober 1984 met het presenteren van het radioprogramma Curry en Van Inkel (samen met Jeroen van Inkel) en vanaf 6 december 1985 bij de start van de befaamde Volle Vrijdag op vanaf dan Radio 3 tussen 10:00 en 12:00 uur met  het programma Hot Curry, dat vanaf 22 mei 1987 tot en met 16 oktober 1987 tussen 11:00 en 12:00 uur werd uitgezonden.
Om bij Veronica te solliciteren had hij Lex Harding op een subversieve wijze benaderd: middels een video waarin hij zelf over de daken liep van auto's in de binnenstad van Amsterdam en zich op extravagante wijze presenteerde. Het programma Curry en van Inkel was vernieuwend voor het Nederlandse radiolandschap vanwege zijn brutaliteit en populaire duopresentatie, zoals deze in Amerika enorm in trek was onder deejays. Het groeide in korte tijd uit tot een van de meest populaire radioprogramma's ooit op de Nederlandse radio, met meer dan 700.000 luisteraars op de vrijdagavond.
Op 29 december 2017 maakte Jeroen van Inkel bekend dat Curry de Marconi Oeuvre Award 2017 zal ontvangen. Naar aanleiding van het ontvangen van deze erkenning, werd Curry uitgenodigd voor de jaarlijkse uitblinkerslunch van het Koninklijk Huis.

### Verenigde Staten

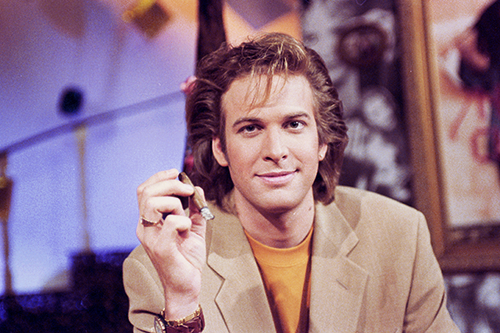
Curry in 1993

In oktober 1987 vertrok hij naar de Verenigde Staten, waar hij presentator werd bij het muziekstation MTV. En een eigen radioshow kreeg op Z100 in New York.
Op 30 april 1994 verliet Curry MTV om zich op het internet te richten. Hij was oprichter van OnRamp, een bedrijf dat webdesign- en webhostingdiensten leverde. Het werd al snel verkocht aan THINK New Ideas, een bedrijf waarvan Curry medeoprichter was en dat in 1996 een notering kreeg op de NASDAQ-beurs. Het ging in 1999 op in AnswerThink, een voor Curry gunstige transactie. Ook Curry's vroege investering in zoekmachine Ask Jeeves pakte gunstig uit. De activiteiten van THINK New Ideas werden in 2002 gestaakt. 
Ook presenteerde Curry op de nieuwe uitzenddag van Veronica op Radio 3 vanaf zaterdag 7 november 1992 tot en met 26 augustus 1995 het dance/raveprogramma Rave Radio tussen 20:00 en 22:00 uur. Dit programma werd rechtstreeks uitgezonden vanuit New York. Ook presenteerde hij voor Veronica op de middengolf een korte periode het programma "K Net". Ook presenteerde hij in 1995 samen met Daphne Deckers het televisieprogramma Veronica Computer Magazine.

### Terug in Nederland
Curry keerde in 1999 terug naar Nederland. In 2000 richtte hij samen met Simon Cavendish het bedrijf RotorJet op, dat helikoptervluchten wilde verkopen aan een select publiek. Het ging failliet en in april 2005 gelastte een rechtbank Curry, op verzoek van enkele schuldeisers, circa 2 miljoen dollar terug te storten in de kas van het bedrijf.
Voor BNN presenteerde Curry enkele programma's. Ook was hij met zijn gezin te zien in de realitysoap Adam's Family: een kijkje in het leven van de familie Curry (2002/2003), uitgezonden door SBS6. Curry was betrokken bij de Endemol-productie Sterrenbeurs. Voor Radio Veronica presenteerde hij tot september 2004 Ook Goeiemorgen.
Samen met Cavendish en Unico Glorie zette Curry in 1999 het multimediabedrijf United Resources of Jamby op. Dit URJ fungeerde als moedermaatschappij en incubator voor diverse bedrijven; een cultivator, aldus Curry. Jamby, een acroniem voor Just Anarchy Made By You, richtte zich vooral op de ontwikkeling van breedbandtoepassingen. Een samenwerking met Curry's oude werkgever Veronica leidde tot teleurstellingen en gerechtelijke stappen. Jamby probeerde ook om betrokken te geraken bij het opzetten van Kennisnet, de internetdienst voor Nederlandse scholen. De deelname van Jamby (ook wel URJ) voldeed niet aan de Aanbestedingsregels. Deze zaak had nog een gevolg in een aanklacht van fraude tegen drie ambtenaren van O&W, die facturen van Jamby voor mogelijk niet-betaalde werkzaamheden uitsplitsten en betaalden, waarmee in totaal een bedrag van € 500.000,- was gemoeid. Later bleek dat deze ambtenaren in opdracht van de toenmalige secretaris-generaal Jan Vrolijk handelden. De belangrijkste werkmaatschappij, Jamby BV, werd in 2002 failliet verklaard: het product Freedom Controller, een in Java geschreven P2P-programma voor de uitwisseling van bestanden over internet, was geflopt. De URJ-bedrijven DataBarn en KGB-e zijn inmiddels ook failliet.
Curry was enige tijd een promotor van het webloggen. In 2004 werd hij lid van de Socialistische Partij, een deal met SP-leider Jan Marijnissen die een weblog begon. Curry legde zich toe op het podcasten, een kruising van radio met weblog, waarvan hij een van de belangrijkste inspirators werd.
Vanaf 1999 woonde Curry met zijn gezin in de voormalige kasteelhoeve van Hof ter Looi in Rijkevorsel. Hij verplaatste zich bij voorkeur per gehuurde helikopter naar zijn Amsterdamse pied-à-terre.

### Engeland

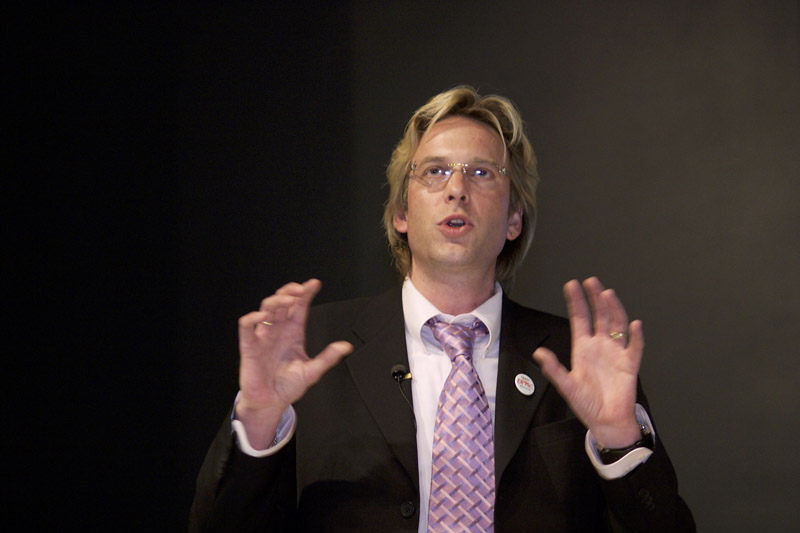
Curry in 2005

In 2004 verhuisde de familie naar de Curry Cottage nabij het Engelse Guildford, om in december 2008 te verhuizen naar the Curry Terrace in Londen. Daarvandaan verzorgde hij zijn podcast the Daily Source Code, met regelmatig nieuwe afleveringen tot februari 2009.
In 2005 kwam Curry in opspraak omdat hij anoniem het Engelstalige Wikipedia-artikel over podcasting verscheidene malen wijzigde, waarbij hij de rol van anderen verwijderde uit het artikel. Hij bood hier later zijn excuses voor aan.
Op 26 oktober 2007 was de eerste podcastuitzending No Agenda van Curry en John C. Dvorak. In de uitzendingen worden actuele onderwerpen kritisch geanalyseerd op waarheidsgehalte.
Sinds mei 2008 was Curry weer even op de Nederlandse radio. Hij presenteerde (vanuit zijn thuisstudio in Londen) samen met Alexander Stevens en Eline Maarse (vanuit de studio in Den Haag) het ochtendprogramma Curry's Wake Up Call bij radiostation Arrow Classic Rock. Dit programma stopte in overleg met Curry, per direct op 1 september in datzelfde jaar. Curry gaf als reden hiervoor aan dat Arrow de nadruk terug op muziek wilde leggen. Curry kreeg veel kritiek van luisteraars op zijn programma waarin hij kritisch nieuws en soms complottheorieën bracht.

### Terug naar de Verenigde Staten
In 2010 begint hij de Big App Show, een video-applicatie op de iPhone en later ook voor Android, waarin iedere dag een (doorgaans gratis) app in twee à drie minuten wordt gedemonstreerd. Deze wordt iedere dag door Curry gepresenteerd. Dit lijkt een logisch vervolg op zijn naam als befaamd podcaster en VODcaster. In september 2020 kwam Curry met 'n nieuw initiatief op de proppen; te weten de Open index Podcastindex.org. Hiermee wil hij onafhankelijk podcasts een platform geven. Naast zijn eigen eerder genoemde No Agenda podcast verschijnt hij ook enkele keren bij de The Joe Rogan Experience en belt hij in bij blckbx. Op 23 oktober maakte vakmediaplatform Spreekbuis.nl bekend dat Adam Curry uitgeroepen is als meest invloedrijke Nederlander in 20 jaar podcasthistorie. 

### Privéleven
Hij was tussen 1988 en 2009 getrouwd met Patricia Paay, met wie hij in 1990 dochter Christina kreeg. Hierna was hij van 2012 tot en met 2015 getrouwd met Micky Hoogendijk, ze woonden even in San Francisco en Los Angeles maar bleven hangen in Austin. Curry huwde in december 2016 voor de derde keer. In 2022 bekeerden Curry en zijn echtgenote zich tot het christelijk geloof.
In zijn vrije tijd is Curry een fervent radiozendamateur die in 2012 zijn FCC-examen behaalde. Zijn roepletters zijn K5ACC.